# Trinomys setosus
Trinomys setosus is een zoogdier uit de familie van de stekelratten (Echimyidae). De wetenschappelijke naam van de soort werd voor het eerst geldig gepubliceerd door Desmarest in 1817.

## Voorkomen

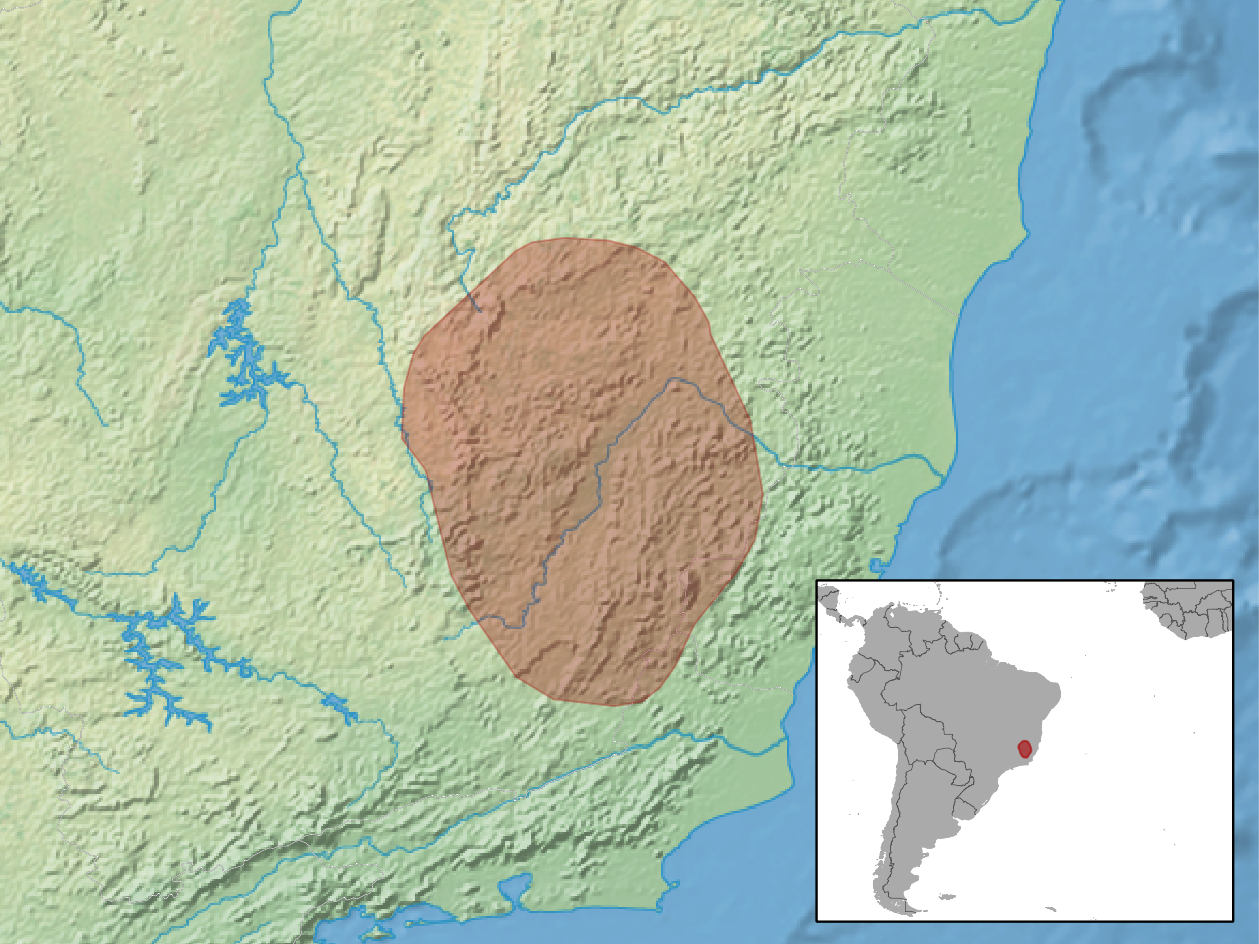
Leefgebied

De soort komt voor in Brazilië.